# Laminariales
A Laminariales barnamoszatok hínárokat tartalmazó rendje. Mintegy 30 különböző nemzetsége van. Kinézete ellenére nem növények, hanem sárgásmoszatok.
„Víz alatti erdőkben” (hínárerdő) nőnek. Korábban kaliforniai fosszíliák alapján úgy gondolták, hogy a miocénben jelentek meg. Új, kora oligocénbeli washingtoni kőzetek alapján kiderült, hogy a Csendes-óceán északkeleti részén már legalább 32 millió évvel ezelőtt is megtalálhatók voltak. 6–14 °C hőmérsékletű tápanyaggazdag vizet igényelnek. Gyorsan nőnek – a Macrocystis és a Nereocystis egy nap fél métert is nőhetnek, így 30–80 m-t is elérhetnek.
A 19. században azokat a hínárokat sorolták ide, melyek elsősorban nátrium-karbonáttá égethetők. Az ehhez használt fajok a Laminariales mellett a Fucales rendbe tartoztak. A hínár e feldolgozott hamut is jelentette.

## Leírás

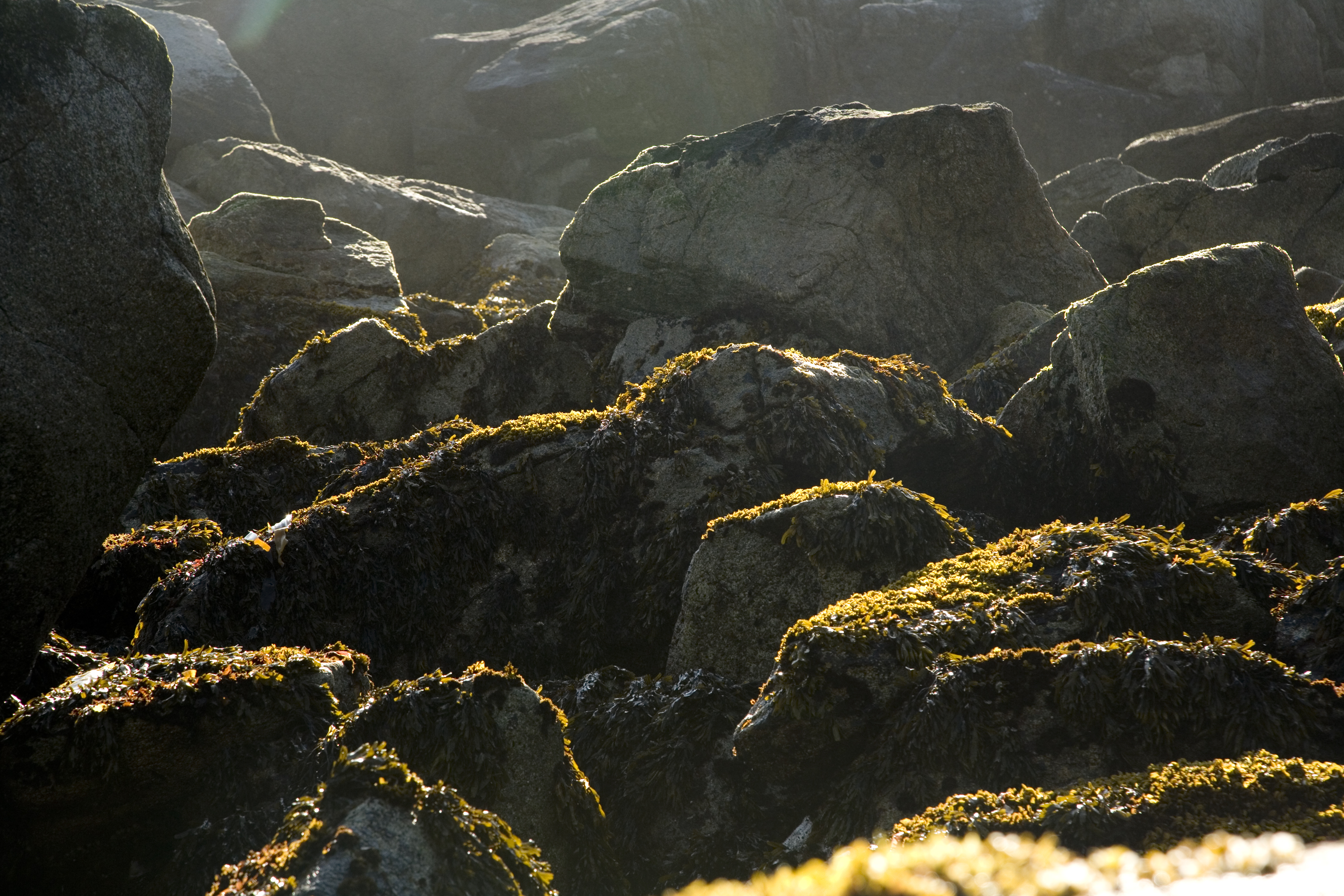
Alaszkai hínár

A hajtás lapos vagy levélszerű, szárszerű megnyúlt szerkezetekből eredő szerkezetekből áll. Gyökere az óceán szubsztrátjához rögzíti. Gázzal telt pneumatociszták vannak az amerikai fajok, például a Nereocystis lueteana (Mert., Post et Rupr.) alapján, melyek a lemezeket a felszín közelében tartják.

### Növekedés és szaporodás
A merisztéma alapján, a lemezek és a gyökér találkozásánál nőnek. Ezt korlátozhatják algivorok. A tengerisünök például hínármentes sündominált területeket alakíthatnak ki. Életciklusuk diploid sporofiton és haploid gametofiton állapotból áll. Utóbbi akkor kezdődik, mikor az érett élőlény számos spórát bocsát ki, melyek hím és női gametofitonokká fejlődnek. Az ivaros szaporodás ezután a diploid sporofiton állapot kezdetét okozza, mely érett egyeddé alakul.
A parenchimás hajtások általában nyálkaréteggel, nem kutikulával vannak bevonva.

## Taxonómia

### Filogenetika
Eredetileg az embriós növények homológjainak tekintették, de csak nagyon távoli rokonaik, növényszerű szerkezeteik konvergens evolúcióval alakultak ki. Míg a növények levelekkel, szárakkal és szaporítószervekkel rendelkeznek, a Laminarialesben ettől függetlenül fejlődtek lemezek, gyökerek és sporangiumok. Radiometriai kormeghatározással és a „teljes Pinaceae egyértelmű határa” alapján a szövetes növények 419–454 millió évvel ezelőtt jelentek meg, a Laminariales ősei fiatalabbak (189 millió év). Bár e csoportok távoli rokonok és eltérő evolúciós korúak, összehasonlíthatók az embriós növények és a Laminariales szerkezetei, de evolúciós történet szempontjából a legtöbb hasonlóság oka a konvergens evolúció.
Egyes fajai, például a Macrocystis szerves- és szervetlenvegyülettranszport-mechanizmusokat is fejlesztett a szövetes növényekhez hasonlóan. A Laminariales ehhez trombita alakú szűrőelemeket (SE) használ. Egy 2015-ös tanulmány a M. pyrifera transzporthatékonyságát vizsgálta 6 különböző Laminariales-fajjal, azt vizsgálva, hogy vannak-e szövetes növényekhez hasonló allometriai kapcsolataik (ha a SE-k korrelálnak a mérettel). Vizsgálták, hogy a Laminariales-floém a növényihez hasonlóan működik-e, így hasonló allometriai trendek vannak-e a nyomásgradiens minimalizálásához. A tanulmány nem talált univerzális allometriai kapcsolatot a Laminariales vizsgált szerkezetei közt, így feltehetően a barnamoszat-transzporthálózat csak elkezdhetett jelenlegi niche-ükhöz megfelelően fejlődni.
A növényekkel való konvergens evolúció mellett a Laminariales-fajok csoportjukban is konvergensen fejlődtek, niche-konzervativizmust okozva. Ez azt jelenti, hogy egyes fajai konvergensen fejlődtek hasonló niche-ekhez, szemben azzal, amikor minden faj eltérő niche-ekbe divergál adaptív radiációval. Egy 2020-as tanulmány 14 fajon funkciós jellemzőket, például egységnyi felületre jutó lemeztömeget, merevséget, erőt mért, és kimutatta, hogy sok ilyen jellemző konvergensen fejlődött a Laminarialesben. A különböző fajok kissé eltérő niche-ekben élnek egy perturbációgradiens mentén, így sok ilyen konvergensen fejlődött jellemző korrelál a gradiens mentén való eloszlással is. A hullámzavarás-gradiens azt jelenti, hogy az egyes fajok környezetei eltérő mértékű perturbációval rendelkeznek az árapály és a fajra ható hullámok miatt. Feltehető ebből, hogy a perturbációgradiensek mentén a niche-eloszlás a közeli rokon fajok divergenciájában fontos.
A gyakran változó és turbulens élőhely miatt bizonyos szerkezeti jellemzők plaszticitása a törzsek evolúciós történetében fontos jellemző. A plaszticitás könnyíti az óceáni környezetekhez való adaptáció fontos jellemzőjét, ez a különösen sok csoportközi homoplázia. Ez nehezítette a barnamoszat-csoportosítást. A Laminariales más fajokhoz gyakran hasonló morfológiai jellemzőkkel rendelkezik a pertubációs terület alakja miatt, de más fajok eltérő perturbációs környezeteken élő többi tagjaitól jelentősen eltérhet. A Laminariales plaszticitása gyakran a lemezmorfológiát, például -szélességet, -felületet és -vastagságot érinti. Egy példa erre a Nereocystis luetkeana, mely lemeze alakját a vízzel szembeni ellenállás és a fényelnyelés növelésére változtatja bizonyos környezetekben. Ebben nem egyedi a Nereocystis: sok Laminariales-faj különböző áramlású környezetekben genetikailag plasztikusan változtatja lemeze alakját. Így azonos faj egyedeiben más egyedektől eltérések mutatkoznak növekedésük környezetének megfelelően. Sok faj eltérő környezetekben eltérő morfológiájú, a Macrocystis integrifolia akár 4 lemezmorfológia-típusnak megfelelő plaszticitással is rendelkezhet élőhelytől függően, míg sok fajnak csak 2–3 alakja lehet, melyek 2–3 élőhelyen maximalizálják a hatékonyságot. E különböző alakok csökkentik a töredezést és növelik a fotoszintézisre való képességet. Az ehhez hasonló lemezadaptációk turbulens óceáni környezetben való hatékony szerkezetekre való fejlődésükre utalnak, annyira, hogy stabilitásuk teljes élőhelyeket befolyásolhat. E szerkezeti adaptációk mellett a szórási módszerek fejlődése fontos a Laminariales sikerességében is.
Olyan szórási módszereket fejlesztettek ki, melyekkel kihasználhatják az óceáni áramlatokat. Egyes szerkezetek felhajtóereje lehetővé teszik az áramlattal való szórást. Egyes fajok „tutajokat” alkothatnak, melyek a forráspopulációtól nagy távolságokat megtéve más területekbe is kerülhetnek. A Macrocystis pyrifera esetén a pneumatociszták és a tutajképzés révén olyan sikeres a szórás, hogy sok part közelében újabban megjelent. Ez a szubantarktikus régió alacsony genetikai diverzitásában is megfigyelhető. A tutajok általi szórás magyarázhatja az alacsony felhajtóerejű fajok evolúciós történetét is. Mivel ezen algákon sokszor vannak más fajokból származó élőlények is, ez az alacsony felhajtóerejű fajok szóródását is lehetővé teszi. E mechanizmus lehet egyes fajok szóródásának és evolúciós történetének oka egy genomikai elemzés alapján végzett tanulmány szerint. A szerkezeti fejlődés tanulmányozása segíti a hínárok mint csoport fejlődése és a legdiverzebb és legdinamikusabb ökoszisztémák közé tartozó hínárerdők befolyásolásának tekintetében.
Choi et al. 2024-es tanulmánya szerint az Ectocarpales testvérrendje.

### Fő fajok
- Nereocystis luetkeana, északkelet-amerikai faj. A part mentén élő bennszülöttek halászhálóként használják.
- Macrocystis pyrifera, a legnagyobb hínárfaj. Észak- és Dél-Amerika csendes-óceáni partjai közelében él.
- Saccharina japonica (korábban Laminaria japonica) stb., néhány japán ehető hínár.

Brit-szigeteki Laminaria-fajok:
- Laminaria digitata (Hudson) J.V. Lamouroux
- Laminaria hyperborea (Gunnerus) Foslie
- Laminaria ochroleuca Bachelot de la Pylaie

Laminaria-fajok világszerte az AlgaeBase szerint:
- Laminaria agardhii Északkelet-Amerika
- Laminaria bongardina Postels et Ruprecht (Bering-tenger–Kalifornia)
- Laminaria cuneifolia Északkelet-Amerika
- Laminaria dentigera Klellm. (Kalifornia)
- Laminaria digitata (Északkelet-Amerika)
- Laminaria ephemera Setchell (Sitka–Monterey megye (Kalifornia))
- Laminaria farlowii Setchell (Santa Cruz (Kalifornia)–Baja California)
- Laminaria groenlandica (Északkelet-Amerika)
- Laminaria longicruris (Északkelet-Amerika)
- Laminaria nigripes (Északkelet-Amerika)
- Laminaria ontermedia (Északkelet-Amerika)
- Laminaria pallida Greville ex J. Agardh (Dél-Afrika)
- Laminaria platymeris (Északkelet-Amerika)
- Laminaria saccharina (Linnaeus) Lamouroux, a Saccharina latissima szinonimája (Északkelet-Atlanti-Óceán; Barents-tengertől Galiciáig)
- Laminaria setchellii Silva (Aleut-szigetek–Baja California)
- Laminaria sinclairii (Harvey ex Hooker f. ex Harvey) Farlow, Anderson et Eaton (Hope-sziget (Brit-Kolumbia)–Los Angeles (Kalifornia))
- Laminaria solidungula (Északkelet-Amerika)
- Laminaria stenophylla (Északkelet-Amerika)

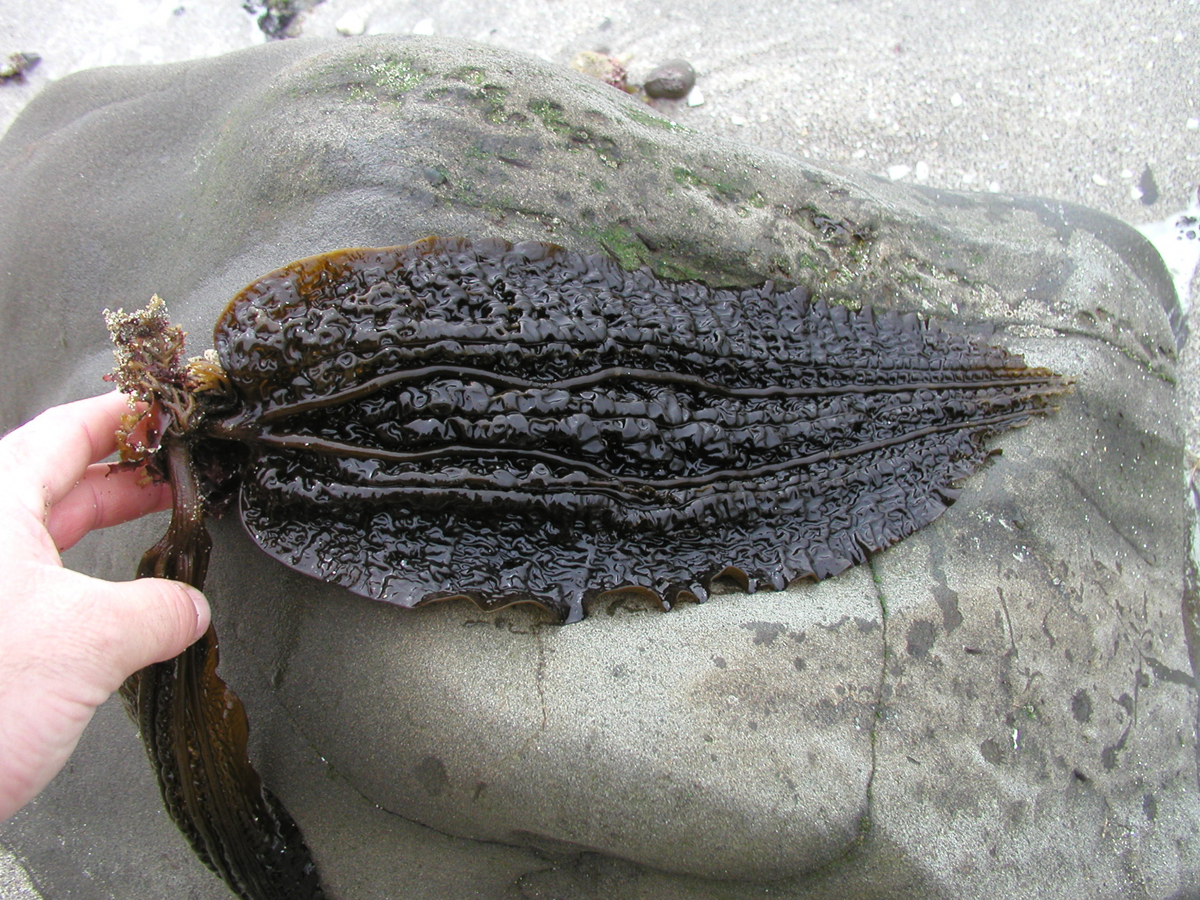
Costaria costata

Más, hínárnak tekinthető Laminariales-fajok:
- Alaria esculenta (Észak-Atlanti-óceán)[25]
- Alaria marginata Post. et Rupr. (Alaszka és Kalifornia)
- Costaria costata (C.Ag.) Saunders (Japán; Alaszka, Kalifornia)
- Ecklonia brevipes J. Agardh (Ausztrália, Új-Zéland)
- Ecklonia maxima (Osbeck) Papenfuss (Dél-Afrika)
- Ecklonia radiata (C. Agardh) J. Agardh (Ausztrália, Tasmania, Új-Zéland, Dél-Afrika)
- Eisenia arborea Aresch. (Vancouver-sziget, Brit-Kolumbia, Monterey, Santa Catalina-sziget, Kalifornia)
- Egregia menziesii (Turn.) Aresch.
- Hedophyllum sessile (C.Ag.) Setch (Alaszka, Kalifornia)
- Macrocystis pyrifera (Linnaeus, C.Agardh) (Ausztrália, Tasmania, Dél-Afrika)
- Pleurophycus gardneri Setch. & Saund. (Alaszka, Kalifornia)
- Pterygophora californica Rupr. (Vancouver-sziget–Bahia del Ropsario; Kalifornia)

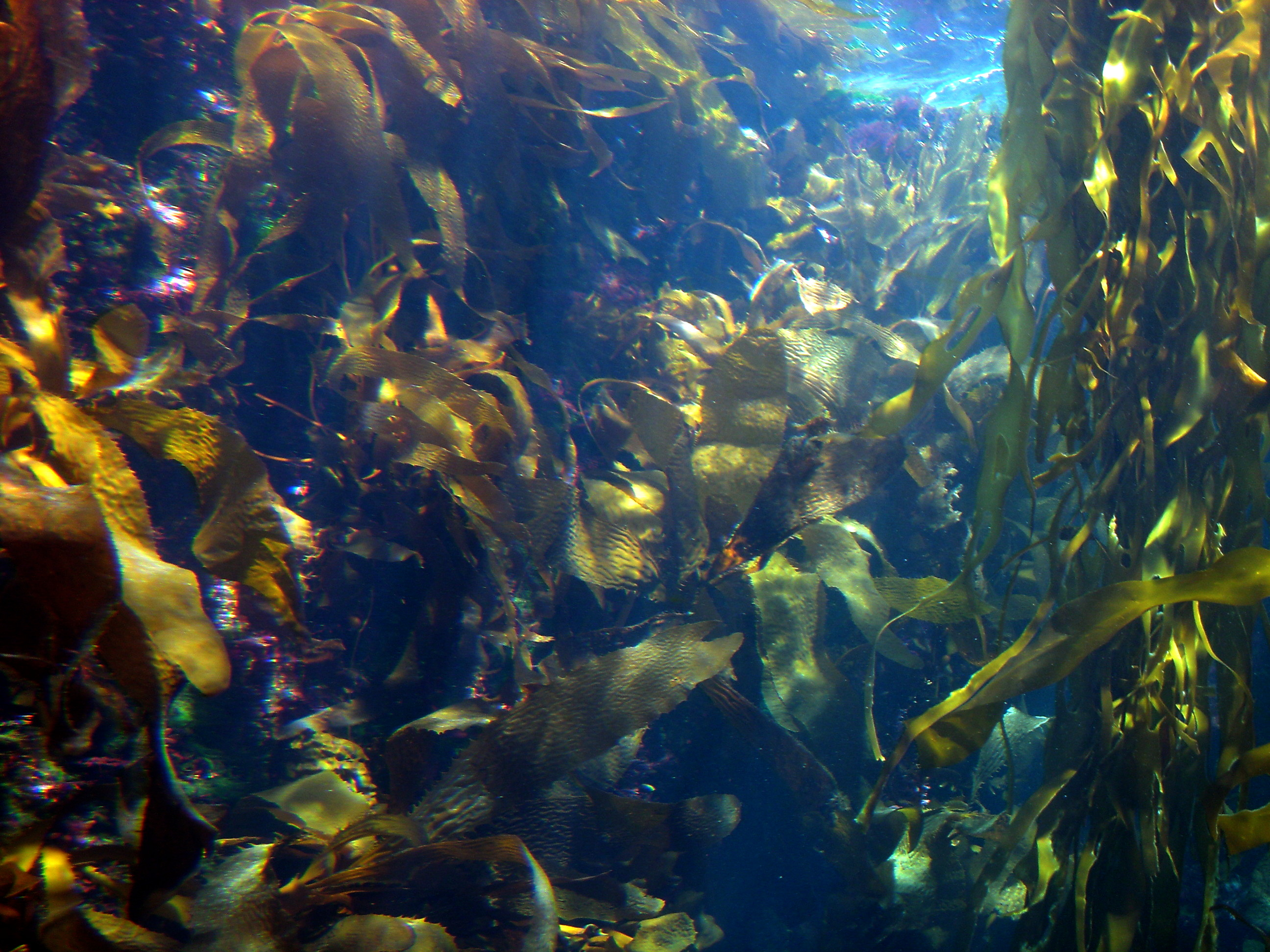
Hínárerdő

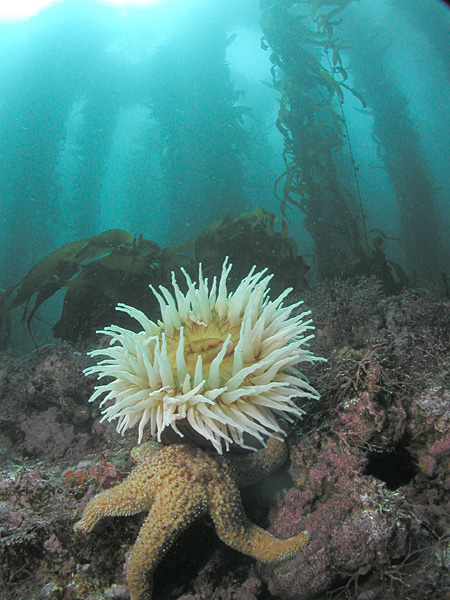
Tengerirózsa és tengeri csillag a hínárerdőben

## Ökológia

### Erdők
Sűrű, nagy termelésű, biodiverzitású és ökológiai funkciójú erdőket alkothatnak. A norvég partoknál ezek területe 5800 km2, és sok állatot táplálnak. Számos szesszilis állat (szivacs, mohaállat és aszcídia) megtalálható szárukon, és a mozgó gerinctelen fauna is nagy mennyiségben található epifiton algákon a szárakon és gyökereken. Több mint 100 000 ilyen élőlény található négyzetméterenként fejlett hínárerdőkben a szárakon és gyökereken. A nagyobb gerinctelenek, különösen a tengerisünök (Strongylocentrotus droebachiensis) fontos szekunder fogyasztók, melyek nagy földterületeken megtalálhatók, ritkák a sűrű hínárerdőkben.

### Kölcsönhatások
Egyes állatokat a hínárokról neveztek el angolul azonos élőhelyük vagy velük való táplálkozásuk miatt, például ilyenek a Csendes-óceán észak-amerikai partvidéke körül élő Pugettia producta és a Pugettia gracilis, a Heterostichus rostratus, a Gibbonsia nem, a dél-amerikai és Falkland-szigeteki Chloephaga hybrida) és az Antarktisz közelében élő Chionis alba és Chionis minor).

## Fenntartás
A partközeli ökoszisztémák túlhalászása csökkenti a hínárerdőket. A növényevők általános populációszabályzásukból kikerülnek, túllegeltetve a Laminarialest és más algákat, hamar kevés fajjal rendelkező tájakhoz vezetve. A Laminarialest veszélyezteti továbbá a vízszennyezés, a vízminőség-, éghajlatváltozás és bizonyos invazív fajok.
A hínárerdők a legnagyobb termelékenységű ökoszisztémák közé tartoznak nagy fajdiverzitásukkal. 
Kelp forests are some of the most productive ecosystems in the world - they are home to a great diversity of species. Many groups, like those at the Seattle Aquarium, are studying the health, habitat, and population trends in order to understand why certain kelp (like bull kelp) thrives in some areas and not others. Remotely Operated Vehicles are used in the surveying of sites and the data extracted is used to learn about which conditions are best suited for kelp restoration.

## Használat
| Energia 43 kcal 180 kJ |        |
| Szénhidrátok | 9,57 g |
| - Cukrok 0,6 g |        |
| - Étkezési rostok 1,3 g |        |
| Zsír | 0,56 g |
| Fehérje | 1,68 g |
| Tiamin (B1-vitamin) 0.05 mg | 4%     |
| Riboflavin (B2-vitamin) 0.15 mg | 13%    |
| Niacin (B3-vitamin) 0.47 mg | 3%     |
| Pantoténsav (B5-vitamin) 0.642 mg | 13%    |
| Folsav (B9-vitamin) 180 μg | 45%    |
| C-vitamin 3 mg | 4%     |
| E-vitamin 0.87 mg | 6%     |
| K-vitamin 66 μg | 63%    |
| Kalcium 168 mg | 17%    |
| Vas 2.85 mg | 22%    |
| Magnézium 121 mg | 34%    |
| Mangán 0.2 mg | 10%    |
| Foszfor 42 mg | 6%     |
| Kálium 89 mg | 2%     |
| Nátrium 233 mg | 16%    |
| Cink 1.23 mg | 13%    |
| USDA-adatbázis-bejegyzés A százalékos értékek az amerikai felnőttek számára javasolt napi mennyiségre (RDA) vonatkoznak. Forrás: USDA tápanyag adatbázis |        |

A hínár könnyen termeszthető felszíni részeik és mélyebb vízben történő növekedésük révén.
Hamujuk jód- és alkálifémgazdag. Nagy mennyiségben felhasználható szappan- és üvegkészítéshez. A Leblanc-folyamat 19. század eleji kereskedelmi használatáig az elsősorban nátrium-karbonátból álló sziksó ipari forrása volt Skóciában a hínárégetés. Mintegy 23 t hínár kellett 1 t hínárhamuhoz. Ennek mintegy 5%-a nátrium-karbonát.
A Leblanc-folyamat nagy-britanniai kereskedelmi használata 1820-as évekbeli kezdetén a nátrium-karbonát kiindulási anyaga a nátrium-klorid lett. Bár a hínárhamuár jelentősen csökkent, a hínár maradt az egyetlen kereskedelmi jódforrás. Az új jódszintézisipar támogatásához a hínárhamu-termelés Nyugat- és Észak-Skóciában Északnyugat-Írországban és Guernseyben folytatódott. A Saccharina latissima adta a legtöbb jódot (5–7‰), és Guernseyben volt a leggyakoribb. A jódot lixiviációval vonták ki a hamuból. A nátrium-karbonáthoz hasonlóan azonban az ásványi források a jódtermelésben is felváltották a hínárt.
A hínáreredetű szénhidrát alginát használatos egyes termékek, például fagylaltok, zselék, salátaöntetek és fogkrémek viszkozitásnöveléséhez, valamint egzotikus kutyaeledelek és tömeggyártott termékek összetevőjeként. Az általános fogászatban és a fogszabályzásban használatos a felső és alsó ívekhez. A hínár-poliszacharidok a bőrgyógyászatban gélekhez és a fukoidán előnyei miatt használatosak.
A kombu (japánul: 昆布, egyszerűsített kínai írással: 海带, például Saccharina japonica) számos csendes-óceáni hínárfajt tartalmaz, és a kínai, japán és koreai konyhákban fontos. Használják levesek és pörköltek, a dasi ízesítéséhez, rizs- és más ételek díszítéseként (tororo konbu), zöldségként és népszerű ételek, például a cukudani fontos összetevőjeként. Az átlátszó hínárlemezek (oboro konbu) a rizst és más ételeket körbevevő ehető díszek.
A kombu használható babok főzéskori lágyítására és flatulentiacsökkentésre emészthetetlen szénhidrátok bontásával.

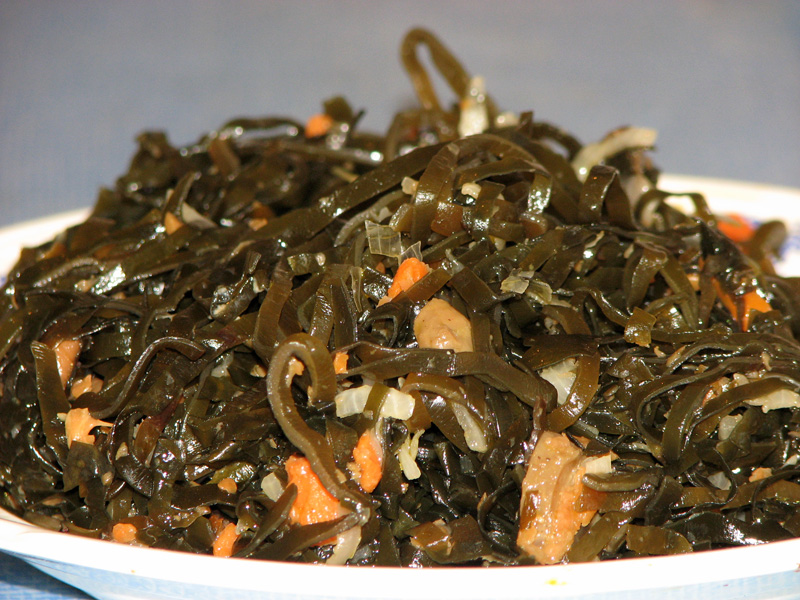
Saccharina latissima salátafarmban

Oroszországban, különösen az Orosz Távol-Keletben és korábbi szovjet tagköztársaságokban több fajuk is fontos kereskedelmileg, például a Saccharina latissima, a Laminaria digitata és a Saccharina japonica. Helyi nevük „tengeri káposzta” (oroszul: Морская капуста), szárítva, fagyasztva vagy konzervként kaphatók, és több salátában, levesben és süteményben használják rostként.
Magas jódkoncentrációja miatt a Laminaria fajait jódhiány miatti pajzsmirigy-megnagyobbodást okozó golyva ellen használták a középkor óta. Mintegy 150 μg jódbevitel megakadályozza a hipotiroidizmust, túlfogyasztása hínárindukált tirotoxikózist okozhat.
2010-ben kimutatták, hogy az alginát jobban akadályozza a zsírfelszívódást a legtöbb vény nélkül kapható súlycsökkenés-okozó szernél laboratóriumi kísérletekben. Ételadalékként használható lehet a zsírfelszívódás, így az obesitas csökkentésére. A természetes formájában fogyasztott hínárnál nem ismert még e hatás.
A hínár magas vastartalma csökkentheti a vashiányt.

### Ipari termelés
A természetes élőhelyéből kinyert Laminariales ipari termelése több mint egy évszázada ismert. Sok ország termel és fogyaszt ma Laminaria-termékeket, legnagyobb termelőjük Kína. A Saccharina japonica az 1920-as évek végén került Kínába Hokkaidóból, de marikultúráját ipari mértékben csak az 1950-es években valósították meg Kínában. Az 1950-es és az 1980-as évek közt az éves Laminariales-termelés 60-ról több mint 250 000 t szárazanyagra nőtt.

## A kultúrában

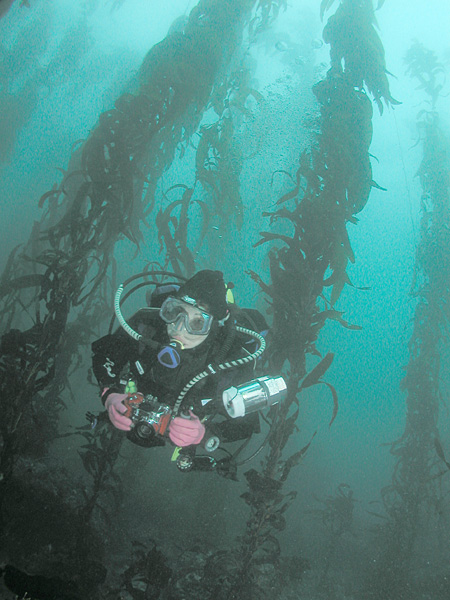
Búvár a hínárerdőben

A legkorábbi bizonyítékok tengeri erőforrások humán használatára a mezolitikumból származnak Dél-Afrikából, például a hínárerdőkkel kapcsolatos Haliotis-, tapadókagyló- és egyéb kagylótermesztésre.
2007-ben Erlandson et al. feltételezték, hogy a Csendes-óceáni hínárerdők megkönnyíthették az anatómiailag modern emberek letelepedését Északkelet-Ázsiából Amerikába. E „hínárút-hipotézis” szerint a termelékeny hínárerdők gazdag és diverz tengeri táplálékhálózatokat tettek lehetővé a partközeli vizekben, bennük sok hallal, kagylóval, tengeri emlőssel és hínárral, melyek Japántól Kaliforniáig hasonlók voltak. Erlandson és társai feltételezték azt is, hogy a partközeli hínárerdők csökkentették a hullámenergiát, és a tengerszinten lineáris folyosót alkottak, kevés akadállyal a tengeri népek számára. A Kaliforniai Csatorna-szigetek régészeti bizonyítékai megerősítik, hogy a szigetlakók ottani kagylókat és halakat ettek 12 000 évvel ezelőtt is.
A Skót-felföldi kitelepítéskor számos skót-felföldi majorokra települt, és halászatra és hínárégetésre (sziksó hínárhamuból való előállítása) állt át. Legkorábban az 1840-es évekig, mikor a hínárárak erősen csökkentek, a földesurak olcsó vagy szinte ingyenes munkát akartak adni, melyeket az új majorok települései családjai biztosítottak. A hínárgyűjtés és -feldolgozás ennek igen nyereséges módja volt, és a földesurak sikeresen szereztek az emigrációmegállító törvénynek érvényt. A hínártermelés nyereségessége miatt a földesurak területüket hínárfeldolgozó kisparasztoknak osztotta fel, akik így a farmereknél nagyobb bérleti díjat is fizetni tudtak. Azonban az észak-skóciai hínáripar 1820-as évekbeli összeomlása további emigrációhoz vezetett, különösen Észak-Amerikába.
A Falkland-szigetekieket néha „hínárosnak” nevezik. Ezt elsősorban exonimaként használják nem ott élők.
A kínai szlengben a hínár (haj daj (egyszerűsített: 海带, hagyományos: 海帶, hǎi dài)) gyakran utal munkanélküliek leírására. Negatív a felhangja, arra utal, hogy céltalanul sodródik, és a szó szerint „tengerben várakozót” jelentő hajdaj (海待, hǎidài) homofonja. Ennek ellentétje a munkával rendelkező, dinamikusan az óceánon haladni képes ember, a „tengeri teknős” (haj guj (egyszerűsített: 海龟, hagyományos: 海龜, hǎi gūi)), mely szintén egy másik szó, a haj guj (egyszerűsített: 海归, hagyományos: 海歸, hǎi gūi), szó szerint: „tengeri visszatérő” homofonja.

## Fordítás
Ez a szócikk részben vagy egészben  a   Kelp című angol Wikipédia-szócikk ezen változatának fordításán alapul.  Az eredeti cikk szerkesztőit annak laptörténete sorolja fel. Ez a jelzés csupán a megfogalmazás eredetét és a szerzői jogokat jelzi, nem szolgál a cikkben szereplő információk forrásmegjelöléseként.